# Liszkowo (Szczecinek)
Pour l’article homonyme, voir Liszkowo.
Liszkowo est une localité polonaise de la gmina mixte de Borne Sulinowo située dans le powiat de Szczecinek en voïvodie de Poméranie-Occidentale. Elle se trouve à environ 19 km au sud-ouest de Szczecinek et 131 km à l'est de la capitale régionale Szczecin.

## Géographie

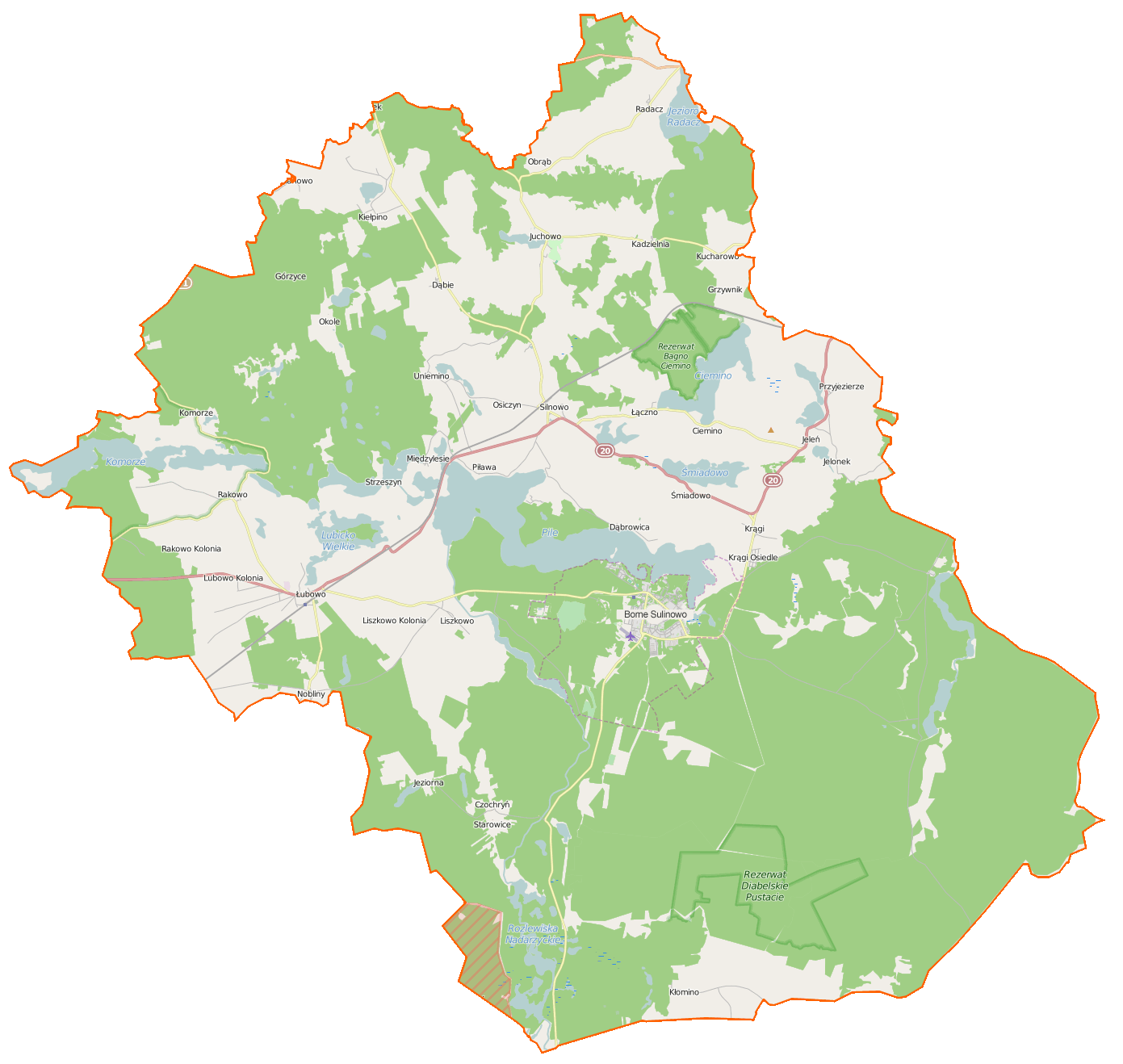
Carte de la gmina de Borne Sulinowo.